# Troglocubanus calcis
Troglocubanus calcis is een garnalensoort uit de familie van de Palaemonidae. De wetenschappelijke naam van de soort is voor het eerst geldig gepubliceerd in 1912 door Rathbun.